# Daniel Pyka
Daniel „Danny“ Pyka (* 17. Mai 1984 in Ost-Berlin) ist ein ehemaliger deutscher Eishockeyspieler, der über viele Jahre in der DEL2 und 2. Bundesliga für die Eispiraten Crimmitschau, Lausitzer Füchse, Hannover Indians und dem REV Bremerhaven aktiv war.

## Karriere
Danny Pyka begann seine Karriere im Nachwuchs der Eisbären Berlin, wo er unter anderem mit den Eisbären Juniors Berlin in der Deutschen Nachwuchsliga spielte. In der Spielzeit 2002/03 stand der Verteidiger erstmals im Kader der Profimannschaft und absolvierte 30 DEL-Spiele, in denen er drei Scorerpunkte erzielen konnte. Während der Saison 2003/04 schloss sich der Linksschütze den SERC Wild Wings an, mit denen er fortan in der 2. Bundesliga aktiv war. Für die Wild Wings kam Pyka in 48 Spielen zum Einsatz und erzielte dabei vier Punkte. Anschließend unterschrieb der Berliner einen Vertrag bei den Hannover Scorpions aus der Deutschen Eishockey Liga, von denen er mit Förderlizenz ausgestattet wurde und bis 2009 hauptsächlich beim Kooperationspartner REV Bremerhaven in der 2. Bundesliga zum Einsatz kam.
Im April 2009 wurde er von den Dresdner Eislöwen unter Vertrag genommen und traf dort auf seinen Bruder Nico. Nach der Saison 2009/10 verließ er die Eislöwen und wechselte zusammen mit Björn Bombis und Alexej Dmitriev zu den Hannover Indians.
Zwischen 2015 und 2018 spielte Pyka für die Eispiraten Crimmitschau, ehe er seine Karriere im April 2018 aufgrund mehrerer Verletzungen beenden musste.

### International
Im Jahr 2002 nahm Danny Pyka mit der Juniorennationalmannschaft an der U18-Weltmeisterschaft in der Slowakei teil.

## DEL-Statistik
Stand: Ende der Saison 2008/09